# Oh my pumpkin!
《Oh my pumpkin!》是日本女子偶像團體AKB48的第66張單曲，於2025年8月13日由日本環球音樂發行。本作的中央位置由小栗有以擔任。除此之外，因為是AKB48成立二十週年的紀念單曲，除了常规的11名現役單曲選拔成員外，也邀請了高知名度的畢業成員前田敦子、高橋南、小嶋陽菜與指原莉乃一同參與唱片的錄製與MV的演出。同時，也是首次有日本国外姊妹團成員進入單曲選拔，參與唱片的錄製與MV，而成為受關注的話題。

## 簡介
本單曲為二十周年紀念單曲，關於本單曲的發行於5月31日幕張展覽館舉行的第65張單曲握手會上揭露。在握手會前製作單位發表了將於8月13日發行當時名稱尚未公開的第66張單曲的消息。同時也公布全球七個日本国外姊妹團將會一同製作發布本單曲的翻唱版本。
同年7月11日於官網公布本單曲名為《Oh my pumpkin!》及本單曲之收錄歌曲、单曲封面。7月19日的TBS音樂節目 「音楽の日2025」中首次公開及登台演出，所有參與本單曲錄製的現役、畢業及日本国外姊妹團成員，全員都有登台演出。
在選拔成員名單中，除公開11名參與該單曲錄製的現役成員外，並公開來自全球七個姊妹團（含JKT48、BNK48、MNL48、CGM48、KLP48、Team SH、Team TP）各1位成員，也在名單的末尾出人意表地公開四位曾經擔任過AKB48單曲center的高知名度畢業成員前田敦子、高橋南、小嶋陽菜與指原莉乃。是繼10周年紀念單曲《你就是旋律》再度找來畢業成員參與，也是歷史上首次有日本国外姊妹團成員參加。因此，包含11名現役成員與4名前成員，以及來自全球七個姊妹團各1位成員，共有22人參與了這張團體成立20週年的紀念單曲的錄製。
本作中心成員由第三次擔任中心的小栗有以擔任。選拔成員人數與前作比增加6名，從16人變為22人。AKB48現役成員中，18期生新井彩永為初次進入選抜。而前作的選拔成員中，除了已經在6月15日畢業的村山彩希之外，大盛真步、坂川陽香、平田侑希、水島美結、山崎空未進入選拔。

## 封面寫真
| 初回限定盤      | 小栗有以、前田敦子、高橋南、小嶋陽菜、指原莉乃、秋山由奈、伊藤百花、佐藤綺星、八木愛月                                         |
| 通常盤          | 前田敦子、高橋みなみ、倉野尾成美、山内瑞葵、Gracia (JKT48)、Hoop (BNK48)、CJ (MNL48)、Lookked (CGM48)                          |
| Official Shop盤 | 小嶋陽菜、指原莉乃、新井彩永、千葉恵里、花田藍衣、向井地美音、桂楚楚 (AKB48 Team SH)、林于馨 (AKB48 Team TP)、Yi Shyan (KLP48) |
| 先行音源        | 小栗有以、前田敦子、高橋南、小嶋陽菜、指原莉乃                                                                                 |

## 選拔成員
以下各曲的參與成員名單，皆以各成員在單曲發行時點的情況為準。

### Oh my pumpkin!
（中心成員：小栗有以）
- 正規成員：秋山由奈、新井彩永、小栗有以、倉野尾成美、佐藤綺星（日语：佐藤綺星）、千葉惠里、向井地美音、八木愛月、山內瑞葵
- 研究生：伊藤百花、花田藍衣
- 日本国外姊妹團成員：Gracia（JKT48）、Hoop（BNK48）、CJ（MNL48）、桂楚楚（AKB48 Team SH）、林于馨（AKB48 Team TP）、Lookked（CGM48）、Yi Shyan（KLP48）
- 畢業成員：前田敦子、高橋南、小嶋陽菜、指原莉乃

### 意志之樹
「Under Girls」名義
（中心成員：坂川陽香、德永羚海）
- 正規成員：岩立沙穗、太田有紀、工藤華純、坂川陽香、迫由芽實、下尾美羽、鈴木久留美、高橋彩音、田口愛佳（日语：田口愛佳）、德永羚海、長友彩海、永野芹佳、成田香姫奈、橋本惠理子、橋本陽菜、畠山希美、福岡聖菜、布袋百椛、正鑄真優、武藤小麟、山口結愛
- 研究生：大賀彩姫、奥本凱莉、川村結衣、近藤沙樹、白鳥沙怜、丸山日向

### 人生就是偶像啊…
（中心成員：大盛真歩）
- 正規成員：大盛真歩、水島美結、山崎空

### 現在不是看手機的時候
（中心成員：伊藤百花）
- 正規成員：久保姫菜乃、千葉惠里、平田侑希、八木愛月
- 研究生：伊藤百花

### Oh my pumpkin! (AKB48 members ver.)
（中心成員：小栗有以）
- 正規成員：秋山由奈、新井彩永、大盛真歩、小栗有以、倉野尾成美、坂川陽香、下尾美羽、佐藤綺星、田口愛佳、千葉惠里、德永羚海、長友彩海、平田侑希、正鑄真優、水島美結、向井地美音、八木愛月、山内瑞葵、山口結愛、山崎空
- 研究生：伊藤百花、花田藍衣

此曲於配信限定盤發布，由22位AKB48現役成員所演唱。

## 註腳